# Programa de Godesberg

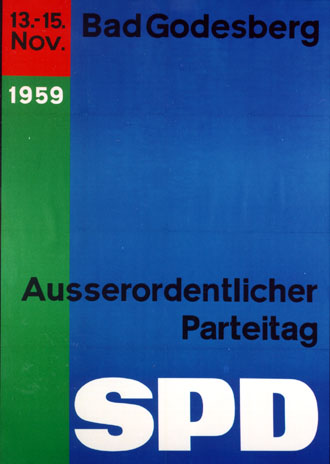
Portada del programa de Godesberg (1959).

El programa de Godesberg (en alemán: Godesberger Programm), también llamado programa de Bad Godesberg, fue un manifiesto que marcó el cambio de orientación política e ideológica del Partido Socialdemócrata de Alemania (SPD) de un partido marxista a un partido que se declara en favor de la economía social de mercado. Fue ratificado el 15 de noviembre de 1959 en el congreso del partido en Bad Godesberg, que hoy forma parte de Bonn, y fue el programa del partido hasta 1989.
El documento representaba un cambio trascendental en los objetivos del SPD y terminaría influyendo en toda la socialdemocracia europea. El SPD abandonó formalmente el marxismo, renunciando a «proclamar últimas verdades», e identificando completamente socialismo con democracia. Así, el SPD se propuso crear un «nuevo orden económico y social» conforme con «los valores fundamentales del pensamiento socialista» —«la libertad, la justicia, la solidaridad y la mutua obligación derivada de la común solidaridad»— y que no se consideraba incompatible con la economía de mercado y la propiedad privada.
De este modo el SPD se desmarcaba por completo del Partido Socialista Unificado de Alemania y rompía con la tradición obrera del partido para llegar a una masa de votantes transversal. En realidad buena parte de los cambios ya se habían ido introduciendo en los textos y discursos del partido en los últimos años, pero el SPD aprovechó el congreso para realzarlos públicamente al objeto de renovar su imagen. El presidente de la comisión socialdemócrata que supervisó el nuevo texto fue Willi Eichler (1896-1971).
El programa de Bad Godesberg se mantuvo vigente hasta el 20 de diciembre de 1989, con la aprobación del «programa de Berlín» en los primeros compases de la reunificación alemana.